# Rhusia elegia
Rhusia elegia är en insektsart som först beskrevs av Timothy M. Cogan 1916.  Rhusia elegia ingår i släktet Rhusia och familjen dvärgstritar. Inga underarter finns listade i Catalogue of Life.